# Jesper Drost
Jesper Drost (Nunspeet, 11 januari 1993) is een Nederlands voetballer die bij voorkeur als middenvelder speelt. In augustus 2021 werd bekend dat hij ging voetballen bij HHC Hardenberg.

## Clubcarrière
Drost begon met voetballen bij VV Nunspeet, in zijn geboorteplaats. Hier werd hij gescout door PEC Zwolle, dat hem in 2003 opnam in de jeugdopleiding. Hier maakte Drost op 21 januari 2011 zijn debuut in het betaald voetbal, in de Eerste divisie. PEC Zwolle speelde die dag een met 4–0 gewonnen wedstrijd tegen AGOVV Apeldoorn. Drost maakte op 27 januari 2012 zijn eerste doelpunt als prof. Dit gebeurde in een met 1–2 gewonnen wedstrijd tegen FC Dordrecht. Datzelfde seizoen promoveerde hij met de club naar de Eredivisie. Ook in de Eredivisie kreeg Drost speeltijd bij PEC Zwolle. In het seizoen 2012/13 had hij gedurende 26 duels zijn aandeel in lijfsbehoud en ook de volgende twee seizoen handhaafde hij zich met de club. Drost won in 2014 met PEC Zwolle de KNVB beker. De club won in de finale met 5–1 van Ajax. Drost speelde de gehele wedstrijd. Na twaalf seizoenen in Zwolle vertrok hij voor een niet bekendgemaakt bedrag naar FC Groningen. Daar ondertekende hij een vierjarig contract tot de zomer van 2019. Na vier seizoenen en bijna 90 wedstrijden voor de club uit Groningen vertrok hij transfervrij naar Heracles Almelo. Hier ondertekende hij een contract voor twee seizoenen. Na een goede eerste seizoenshelft kwam hij na de winterstop weinig meer in de plannen voor van de trainer. In zijn tweede seizoen kampte hij met een hardnekkige blessure die hem vanaf de zomer parten speelde. Na zijn herstel van de blessure werd de competitie door de coronapandemie stilgelegd wat het einde van zijn contract bij de Almelose club betekende. Op 3 juli 2020 tekende hij een éénjarig contract bij zijn oude club PEC Zwolle. Zijn contract werd niet verlengd en in augustus 2021 werd bekend dat Drost zijn carrière vervolgde bij HHC Hardenberg.

### Carrièrestatistieken
| Seizoen                       | Club            | Land            | Competitie      | Competitie | Competitie | Beker | Beker | Internationaal | Internationaal | Overig | Overig | Totaal | Totaal |
| Seizoen                       | Club            | Land            | Competitie      | Wed.       | Dlp.       | Wed.  | Dlp.  | Wed.           | Dlp.           | Wed.   | Dlp.   | Wed.   | Dlp.   |
| ----------------------------- | --------------- | --------------- | --------------- | ---------- | ---------- | ----- | ----- | -------------- | -------------- | ------ | ------ | ------ | ------ |
| 2010/11                       | FC Zwolle       | Nederland       | Eerste divisie  | 1          | 0          | 0     | 0     | 0              | 0              | 0      | 0      | 1      | 0      |
| 2011/12                       | FC Zwolle       | Nederland       | Eerste divisie  | 19         | 3          | 1     | 0     | 0              | 0              | 0      | 0      | 20     | 3      |
| 2012/13                       | PEC Zwolle      | Nederland       | Eredivisie      | 26         | 1          | 3     | 1     | 0              | 0              | 0      | 0      | 29     | 2      |
| 2013/14                       | PEC Zwolle      | Nederland       | Eredivisie      | 24         | 3          | 4     | 1     | 0              | 0              | 0      | 0      | 28     | 4      |
| 2014/15                       | PEC Zwolle      | Nederland       | Eredivisie      | 33         | 8          | 6     | 2     | 2              | 0              | 3      | 0      | 44     | 10     |
| Clubtotaal                    | Clubtotaal      | Clubtotaal      | Clubtotaal      | 103        | 15         | 14    | 4     | 2              | 0              | 3      | 0      | 122    | 19     |
| 2015/16                       | FC Groningen    | Nederland       | Eredivisie      | 29         | 1          | 1     | 1     | 3              | 0              | 3      | 0      | 36     | 1      |
| 2016/17                       | FC Groningen    | Nederland       | Eredivisie      | 17         | 1          | 0     | 0     | 0              | 0              | 2      | 0      | 19     | 1      |
| 2017/18                       | FC Groningen    | Nederland       | Eredivisie      | 30         | 3          | 1     | 0     | 0              | 0              | 0      | 0      | 31     | 3      |
| 2018/19                       | FC Groningen    | Nederland       | Eredivisie      | 2          | 0          | 0     | 0     | 0              | 0              | 0      | 0      | 2      | 0      |
| Clubtotaal                    | Clubtotaal      | Clubtotaal      | Clubtotaal      | 78         | 5          | 2     | 1     | 3              | 0              | 5      | 0      | 88     | 5      |
| 2018/19                       | Heracles Almelo | Nederland       | Eredivisie      | 23         | 2          | 2     | 0     | 0              | 0              | 1      | 0      | 26     | 2      |
| 2019/20                       | Heracles Almelo | Nederland       | Eredivisie      | 0          | 0          | 0     | 0     | 0              | 0              | 0      | 0      | 0      | 0      |
| Clubtotaal                    | Clubtotaal      | Clubtotaal      | Clubtotaal      | 21         | 2          | 2     | 0     | 0              | 0              | 1      | 0      | 24     | 2      |
| 2020/21                       | PEC Zwolle      | Nederland       | Eredivisie      | 24         | 2          | 0     | 0     | 0              | 0              | 0      | 0      | 24     | 2      |
| 2021/22                       | HHC Hardenberg  | Nederland       | Tweede divisie  | 26         | 14         | 1     | 0     | 0              | 0              | 0      | 0      | 27     | 14     |
| 2022/23                       | HHC Hardenberg  | Nederland       | Tweede divisie  | 9          | 5          | 1     | 0     | 0              | 0              | 0      | 0      | 10     | 5      |
| Carrière totaal               | Carrière totaal | Carrière totaal | Carrière totaal | 263        | 43         | 20    | 5     | 5              | 0              | 9      | 0      | 297    | 48     |
| Bijgewerkt op 22 oktober 2022 |                 |                 |                 |            |            |       |       |                |                |        |        |        |        |

## Interlandcarrière
Nederland onder 21
Op 5 september 2013 debuteerde Drost voor Nederland –21 in een kwalificatiewedstrijd voor het EK onder 21 2015 tegen Schotland –21 en scoorde ook zijn eerste interlandgoal (4-0 winst).
| Interlands van Jesper Drost | Interlands van Jesper Drost | Interlands van Jesper Drost | Interlands van Jesper Drost | Interlands van Jesper Drost   | Interlands van Jesper Drost |
| №                           | Datum                       | Wedstrijd                   | Uitslag                     | Soort Wedstrijd               | Doelpunten                  |
| Als speler bij PEC Zwolle   | Als speler bij PEC Zwolle   | Als speler bij PEC Zwolle   | Als speler bij PEC Zwolle   | Als speler bij PEC Zwolle     | Als speler bij PEC Zwolle   |
| --------------------------- | --------------------------- | --------------------------- | --------------------------- | ----------------------------- | --------------------------- |
| 1.                          | 5 september 2013            | Nederland – Schotland       | 4 – 0                       | Kwalificatie EK –21           | 1                           |
| 2.                          | 14 oktober 2014             | Portugal – Nederland        | 5 – 4                       | Play-offs Kwalificatie EK –21 | 0                           |

Nederland onder 20
Op 6 februari 2013 debuteerde Drost voor Nederland –20 in een vriendschappelijke wedstrijd tegen Ierland –21 (3-0 verlies).
| Interlands van Jesper Drost | Interlands van Jesper Drost | Interlands van Jesper Drost | Interlands van Jesper Drost | Interlands van Jesper Drost | Interlands van Jesper Drost |
| №                           | Datum                       | Wedstrijd                   | Uitslag                     | Soort Wedstrijd             | Doelpunten                  |
| Als speler bij PEC Zwolle   | Als speler bij PEC Zwolle   | Als speler bij PEC Zwolle   | Als speler bij PEC Zwolle   | Als speler bij PEC Zwolle   | Als speler bij PEC Zwolle   |
| --------------------------- | --------------------------- | --------------------------- | --------------------------- | --------------------------- | --------------------------- |
| 1.                          | 6 februari 2013             | Ierland – Nederland         | 3 – 0                       | Vriendschappelijk           | 0                           |

## Erelijst
PEC Zwolle
| Competitie           | Winnaar | Winnaar | Runner-up | Runner-up |
| Competitie           | Aantal  | Jaren   | Aantal    | Jaren     |
| -------------------- | ------- | ------- | --------- | --------- |
| Nationaal            |         |         |           |           |
| Eerste divisie       | 1x      | 2011/12 |           |           |
| KNVB beker           | 1x      | 2013/14 | 1x        | 2014/15   |
| Johan Cruijff Schaal | 1x      | 2014    |           |           |

## Trivia
- Drost maakte in het Eredivisieseizoen 2014/15 het allereerste doelpunt.